# 楚罗
楚罗是德国梅克伦堡-前波莫瑞州的一个市镇。总面积40.67平方公里，总人口1392人，其中男性731人，女性661人（2011年12月31日），人口密度34人/平方公里。